# Тони (футболист)
Антонио Гонсалес Родригес (исп. Antonio González Rodríguez; 7 января 1982, Альбасете) — испанский футболист, полузащитник.

## Карьера
Тони начинал свою карьеру в клубе «Мальорка», пройдя через все юниорские, юношеские и молодёжные клубы. За эту команду он провёл двадцать один матч в сезоне 2003/04 (четырнадцать в Примере и семь в кубке УЕФА). Затем последовали две аренды (в сезоне 2004/05 — в «Сьюдад де Мурсию», где сыграл двадцать четыре встречи, в сезоне 2005/06 — в «Реал Овьедо», где сыграл двадцать встреч), после чего полузащитник покинул «Мальорку» и уехал играть в Грецию. В ПАОКе Тони за два сезона провёл тридцать шесть игр, а затем играл в более скромных греческих клубах «Ионикос» и «Докса Драма». Летом 2011 года Тони перешёл из «Докса Драма» в «Ларису», которая вылетела из высшего греческого дивизиона.